# Stroumpí
Stroumpí (grec moderne : Στρουμπί) est un village chypriote situé dans le district de Paphos et comptant plus de 540 habitants.